# Shingen Takeda
Shingen Takeda (jap. 武田 信玄 Takeda Shingen; ur. 1 grudnia 1521, zm. 13 maja 1573) – daimyō w prowincjach Kai (dzisiejsze Yamanashi) i Shinano, który w końcowym okresie Sengoku starał się zdobyć kontrolę nad Japonią. Jego dom w Kōfu, stolicy dawnej prowincji Kai, jest dziś nazywany chramem Takeda (jap. Takeda-jinja).

## Życiorys
Był najstarszym synem Nobutory Takedy. W 1541 r. pozbawił ojca władzy, chcąc uniemożliwić sukcesję swojemu młodszemu bratu. Po objęciu władzy, w zamiarze poszerzenia swojego terytorium, rozpoczął ekspansję na prowincje: Shinano i Hida, a w 1547 r. wszczął wojnę z władcą prowincji Echigo, Kenshinem Uesugim. Walka trwała przez następne trzydzieści lat, aż do śmierci Takedy. Zacięte bitwy były toczone głównie na równinie Kawanakajima. W jednej z nich poległo około ośmiu tysięcy wojowników. 
W 1567 r. Takeda zawarł sojusz z Ieyasu Tokugawą. Wspólnie wystąpili przeciwko Ujizane Imagawie, władcy prowincji Suruga. Wojska sprzymierzeńców odniosły zwycięstwo, a Takeda został władcą Surugi. Jednak wkrótce musiał się stamtąd wycofać pod naciskiem klanu Hōjō. 
Po porażce w Surudze Takeda został mnichem buddyjskim i przyjął imię Shingen. Nie oznaczało to jednak rezygnacji z władzy i dotychczasowej polityki ekspansji. W 1572 r. skierował się przeciwko dotychczasowemu sojusznikowi, zawierając przymierze z Nobunagą Oda, dążącym do zwierzchności nad całą Japonią. W bitwie pod Mikatagaharą pokonał Ieyasu Tokugawę, ale nie wykorzystał w pełni tego zwycięstwa do ostatecznej rozprawy z przeciwnikiem. Zmarł w następnym roku w nie do końca jasnych okolicznościach..